# Фільтрувальні тканини
Фільтрувальна тканина є невід'ємною складовою частиною фільтру. Від її властивостей багато в чому залежать техніко-економічні показники процесу фільтрування.

Типи переплетень фільтрувальних тканин: а — полотняне; б — сатинове; в — саржеве.

## Загальний опис
Фільтрувальна тканина повинна:
• затримувати тверді частинки пульпи так, щоб їх вміст у фільтраті не перевищував 1 %;
• мати невеликий гідравлічний опір;
• мати тривалий термін служби і достатню механічну міцність;
• не втрачати фільтрувальну здатність у процесі експлуатації;
• мати мінімальне зчеплення з осадом, з тим щоб забезпечити його повне розвантаження;
• бути зручною в при пошитті з неї чохлів і закріпленні на фільтрі.
Зазвичай фільтрувальна тканина задовольняє лише основні вимоги.
На процес фільтрування істотно впливає будова фільтрувальної тканини. Характеристикою прядильного волокна є метричний номер N, який визначається числом метрів волокна в наважці масою 1 грам. Тому чим вище номер, тим тонше нитка.
Для бавовняних фільтрувальних тканин номер пряжі зазвичай 20—30. Найбільш міцна синтетична пряжа має номер 200—300. Останнім часом замість номера введена нова одиниця — текс (Т) — маса 1000 м волокна, виражена в грамах. Чим менше текс, тим тонше нитка або волокно. Для перекладу номера в текси служить формула Т = 1000/N.
Пряжа складається зазвичай з декількох ниток. Дві нитки і більш одиночної пряжі, скручені разом, утворюють кручену пряжу. Метричний номер крученої пряжі позначають дробом, чисельник якого показує номер одиночної нитки пряжі, а знаменник — число окремих ниток.
Число ниток в пряжі не більше 8.
Фільтрувальну тканину виготовляють з двох систем паралельних ниток, розташованих перпендикулярно між собою. Залежно від взаємного розташування ниток можна виготовити багато різних переплетень. Кожне переплетення (рис. 1.38) характеризується значенням рапорту R, тобто найменшим числом ниток, після якого повторюється порядок переплетень. Основні види переплетень — полотняне, саржеве і сатинове. У полотняного переплетення R = 2. Тканини з таким переплетенням володіють високою затримуючою здатністю, але мають підвищений гідравлічний опір. Застосовують такі тканини на фільтр-пресах. Тканини саржевого переплетення мають R>3. Вони володіють меншою затримуючою здатністю, але легше регенеруються. Більшість фільтротканей має саржеве переплетення. При сатиновому переплетенні R>5. За міцністю і затримуючій здатності вони поступаються полотняним і саржевим.
Фільтрувальні тканини для рудних пульп виготовляються з бавовняних і синтетичних волокон. Бавовняні тканини (бельтинг, фільтродіагональ і ін.) останнім часом застосовуються рідко у зв'язку з тим, що фільтротканини з синтетичних волокон мають вищі фільтрувальні властивості, міцніші і дешевші. Синтетичні волокна виробляють з синтетичних полімерів. Найчастіше фільтротканини виготовляють з поліамідних і поліефірних волокон. Поліамідні волокна отримують з поліаміду-6 (капрон), перлон, силон, нейлон. Широко застосовується поліефірне волокно (лавсан, дакрон).
Виготовляють фільтротканини з хлоринових, поліуретанових і інших волокон. Розробляються фільтротканини з волокон поліформальдегідів.
Синтетичні тканини, особливо з поліефірних і поліамідних волокон, володіють високими фізико-механічними властивостями. За структурою синтетичні фільтротканини підрозділяються на філаментні і тканини з мононитки. Філаментну нитку отримують шляхом скручування елементарних волокон. Моноволокно потрібного діаметру отримують продавлюванням відповідної смоли через філь'єру з подальшою витяжкою. Для збільшення міцності зчеплення між нитками тканину пропускають між гарячими каландрами . Можуть застосовуватися тканини змішаної структури.
В процесі експлуатації на вакуум-фільтрах тканини піддаються механічним і фізико-хімічним діям: багатократному вигину і розтягуванню при періодичній зміні вакууму, абразивному зносу, взаємодії з пульпою. Механічні дії на тканину ведуть до зміни її міцнісних властивостей і поступовому руйнуванню. Фізико-хімічні дії сприяють відкладенню мінеральних солей, їх кристалізації як на поверхні, так і усередині окремих ниток і волокон, змінюючи їх фізико-механічні властивості.
Закупорювання або мінералізація тканин приводять до зміни характеру гідравлічного опору тканини в часі. В результаті відбуваються втрата її проникності і погіршення властивостей фільтрації. При цьому, особливо у разі фільтрувальних тканин з синтетичних ниток, тканина виходить з ладу раніше, ніж вона зноситься фізично.

## Кінетика засмічення фільтрувальних тканин
Встановлено, що мінералізація тканини відбувається головним чином із зовнішнього, зверненого до пульпи, боку. Мінеральні відкладення утворюються в результаті:
• адгезійного прилипання твердих частинок до волокон;
• механічного вклинення в тіло волокон і в міжволоконний простір твердих частинок;
• хімічного відкладення на волокнах гідроксидів заліза, подальшого відкладення магнетитових і кварцових частинок з мікровключеннями магнетиту і прилипання до цих частинок нових порцій частинок з підвищеними магнітними властивостями;
• відкладення карбонатів на магнетитових і кварцових частинках з цементацією всієї поверхні волокон і ниток в цілому.
Під час експлуатації в результаті вищезгаданих причин властивості тканини істотно змінюються.